# Anthicus obscurellus
Anthicus obscurellus är en skalbaggsart som beskrevs av Leconte 1851. Anthicus obscurellus ingår i släktet Anthicus och familjen kvickbaggar. Inga underarter finns listade i Catalogue of Life.